# Tuber oligospermum
Tuber oligospermum (Tul. & C. Tul.) Trappe, (1979)

## Descrizione della specie

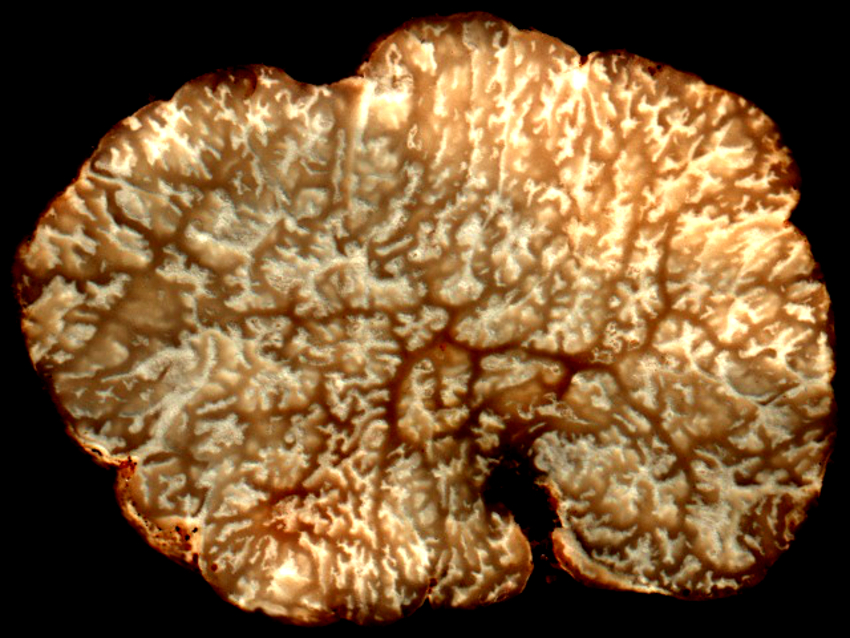

Il corpo fruttifero è di colorazione biancastra che può variare fino al marroncino chiaro. La carne è marrone scuro, quasi priva di odore e con sapore forte, gradevole e dolciastro. La carne può variare dal marroncino chiaro al grigio-nerastro.

## Microscopia
Aschi70-120 μm, reca solitamente 2-3 spore fino a 4 spore, da piriformi a subglobosi, provvisti di un peduncolo corto, con parete spessa 1-3 μm.

## Habitat
È un fungo non molto diffuso, fruttifica dall'autunno alla primavera, di solito in micorriza con conifere; ama climi caldi ed è tipico dei litorali marini sabbiosi.

## Commestibilità
Discreto commestibile da crudo, eccellente commestibile da cotto.

## Sinonimi e binomi obsoleti
- Terfezia oligosperma
- Delastreopsis oligosperma
- Lespiaultinia requieni
- Tartufo biancastro.

## Etimologia
Dal greco oligos, poco, scarso e sperma, spora, seme, ovverso con poco seme.